# Josef Rous
Josef Rous (20. dubna 1874 Žamberk – 1. srpna 1942, Žamberk), byl řezbář, autor oltářů, rámů, lustrů a náročného mobiliáře, štafir a pozlacovač. Zručný restaurátor, opravář hudebních nástrojů, řezbář a betlémář. Restauroval varhany, betlémy, vyráběl i opravoval loutky. Tvořil pro interiéry zámků v Častolovicích, Opočně a Doudlebách nad Orlicí. Pro farní kostel v Žamberku vytvořil oltář sv. Terezie, v zámecké kapli oltář sv. Aloise.
Věnoval se i fotografování.
Byl synem zakladatele rodinné tradice Františka Rouse staršího, jenž se věnoval řezbářství a restaurátorství a pracoval s dekorativními materiály, jako je mořská pěna, perleť nebo slonová kost. Jeho výrobky byly žádány ve Vídni i v Paříži.
Všichni bratři Josefa Rouse se uplatnili jako stavitelé a sochaři.
František Rous mladší (1874–1942) vystudoval Akademii výtvarných umění a jako akademický sochař se v roce 1896 zúčastnil soutěže o pomník sv. Václava v Praze. Stal se autorem trojspřeží (trig) pro Národní divadlo v Praze, sousoší Kentaura s Nymfou na vrcholu kašny na náměstí T. G. M. v Žamberku, pomníku obětem 1. světové války v Žamberku, busty Benedikta Rejta umístěné v Národním muzeu v Praze.
Sochařině se věnovali i jeho bratři Gustav a Karel. Bratr Alois se stal stavitelem.

## Život
Josef Rous se narodil 20. dubna 1874. V dílně svého otce pracoval téměř 50 let a získal tam základy řezbářského a pozlacovačského řemesla. 1. srpna 1891 získal u svého otce výuční list od Představenstva společenstva řemesel stavitelských. V roce 1894, ve dvaceti letech, převzal otcovu dílnu. Byl jediným z pěti bratrů, který neodešel dále studovat do Vídně. Jeho nepříliš pevné zdraví mu to nedovolovalo. Nové poznatky z oboru získával spíše samostudiem a krátkodobými cestami do Vídně. Velmi bohatý studijní materiál pro něho představovaly umělecké práce, které vytvářely mobiliář okolních zámků a byly lákavým zdrojem inspirace.
V roce 1892 se zúčastnil samostatnou prací krajanské výstavy v Dobrušce, kde získal 1. cenu za barokní rám. Upoutal pozornost natolik, že byl rám prodán ještě před otevřením výstavy. V roce 1895 mu bylo uděleno nejvyšší ocenění za řezaný rám na Národopisné výstavě v Praze.
V roce 1898 získal 1. cenu za rám podle vlastního návrhu ve veřejné soutěži vypsané Uměleckoprůmyslovým muzeem v Praze. Dalších ocenění se mu dostalo na výstavách v Hradci Králové, Pardubicích a Červeném Kostelci. Stal se vyhledávaným odborníkem na dokonale vypracované rámy a vytvářel rovněž luxusní kusy nábytku, bohatě zdobené kazety, šperkovnice i reliéfní obrazy. Byl velmi zdatným restaurátorem nejrůznějších dřevěných předmětů, nábytku, dřevěných částí varhan i pískovcových plastik. K jeho zálibám patřila i tvorba miniatur a maket lodí a korábů. Jeho práce si cenili zástupci šlechtických rodin. Byly mu svěřovány prestižní zakázky. Většinu jeho prací tvořily objednávky Parishů, Bubnů, Schtubenberků, Kinských a Kolowratů, dále zámožnějších měšťanů a církve. Pracoval podobně jako jeho otec s rozmanitými druhy dřev – nejčastěji však s lípou, ořechem, dubem, třešní, ebenem a mahagonem. Uplatnil zde i své dovednosti pozlacovače. Pro jeho práci bylo typické, že si dokázal osvojit tvarosloví jednotlivých historických slohů a citlivě je aplikovat.
Kolem roku 1900 vznikla na zakázku obchodníka Františka Charfreitaga jedna z nejpůvabnějších prací Josefa Rouse – skvostný secesní paraván s litografiemi Alfonse Muchy. Tehdy ještě mladý Josef Rous nemohl tušit, že jeho práce získá po více než 80 letech (v roce 1983) v USA na celosvětové výstavě výtvarného umění v New Haavenu ocenění „nejokázalejší zástěna přelomu století“. Josef Rous spojil své umění na přání zadavatele s umělcem takových kvalit, jakým byl Alfons Mucha. Plošně stylizované florální motivy, typické pro evropskou secesi a tvorbu Alfonse Muchy, převedl Josef Rous do trojrozměrné podoby pásů lotosových květů a vlčích máků. Čtyři dívky ztvárňují v litografiích Alfonse Muchy Probuzení jitra, Záři dne, Snění večera a Odpočinek noci. Bílý rám se zlacením podtrhuje jemnost Muchových grafik.
1. světová válka byla jeho nejméně příznivým obdobím života. Za údajné šíření politického letáku byl odsouzen na tři roky vězení. Vězněn byl nejprve v Terezíně, později v Katašváru a v Garstenu. Z dochované korespondence ženě Boženě je evidentní, že i během věznění si nechával posílat polotovary pro drobné předměty a promýšlel, které rozsáhlejší práce bude realizovat, až se vrátí zpět domů do Žamberka.
1. srpna 1942 Josef Rous v Žamberku zemřel. Pochován byl na žamberském městském hřbitově v rodinné hrobce Rousů, kterou vytvořil jeho bratr sochař a štukatér Karel Rous.

## Dílo umělce

### Rousova dílna
Rousova dílna, kterou Josef Rous po otci převzal, se stala Mekkou východních Čech a místem setkávání významných umělců. Položila základy výtvarného vzdělání sochařům Leoši a Josefu Kubíčkovým, Josefu Ženíškovi a sochaři Josefu Kotyzovi. Její činnost lze považovat za skutečný přínos do výtvarné produkce podorlického regionu.

### Řezbáření, pozlacování, štafírnictví a restaurování
Většinu prací Josefa Rouse tvořily objednávky Parishů, Bubnů, Schtubenberků, Kinských a Kolowratů, dále zámožnějších měšťanů a církve. Vytvářel zejména luxusní kusy nábytku, bohatě zdobené kazety, šperkovnice, rámy i reliéfní obrazy, byl velmi zdatným restaurátorem nejrůznějších dřevěných předmětů, nábytku, dřevěných částí varhan i pískovcových plastik. K jeho zálibám patřila i tvorba miniatur a maket lodí a korábů. Pro jeho práci bylo typické, že si dokázal osvojit tvarosloví jednotlivých historických slohů a v jejich duchu pracoval.

### Oltáře

#### Pseudobarokní oltář sv. Terezičky
Pseudobarokní oltář sv. Terezičky (1929 – 1930) byl objednán pro farní kostel sv. Václava v Žamberku. Proporce oltáře tvůrce konzultoval s bratrem Františkem a zvolil pro jeho výzdobu barokní tvarosloví se stylizovanou vegetabilní ornamentikou, oltáři dominuje sv. Terezie s dítětem v náručí, obraz je signován. Josef Rous zde prokázal rovněž dovednosti štafírnické, nátěr celodřevěného oltáře věrně imituje růžový a šedý mramor. Nad oltářní mensou jsou rodové znaky Parishů.

#### Rokokový oltář sv. Aloise (1905)
Tento pozoruhodný oltář autor vytvořil pro kapli žamberského zámku spolu s bratrem ak. sochařem Františkem Rousem ml. Ústředním tématem je sv. Alois, modlící se k Panně Marii s Ježíškem v náručí, oltář je rámován řezbou s bohatou ornamentikou akantových rozvilin, po stranách oltáře jsou pilastry s korintskými hlavicemi. Oltář působí tak, jako kdyby byl zhotoven z jediného kusu dřeva v přírodní barvě, není použito ani zlacení ani polychromie.

### Luxusní nábytek
Snad nejvíce prací vytvořil autor pro žamberský zámek na objednávku Parishů a pro měšťany ze Žamberka. Pracoval podobně jako jeho otec s rozmanitými druhy dřev – nejčastěji však s lípou, ořechem, dubem, třešní, ebenem a mahagonem. Za svůj život vytvořil na 150 lustrů a desítky rozmanitě pojednaných rámů. Uplatnil zde i své dovednosti pozlacovače

#### Druhorokokový nábytek v bílozlatém provedení
Tento čalouněný nábytek, který Josef Rous vytvořil jako svatební dar pro svou starší dceru Boženu, si jistě zaslouží pozornost.
Soubor nábytku pro žamberský zámek. Umělecky hodnotnou práci Josefa Rouse si cenili nejen Parishové, ale také Bubnové, Kinští, Schtubenberkové i Kolowratové.

#### Lovecká skříň. sv. Huberta
Byla vytvořena v roce 1903 na zakázku barona Oscara Parishe. Patří k unikátním dílům a do roku 1948 byla součástí zámeckého mobiliáře. Její vnitřní prostor měl sloužit k prezentaci loveckých zbraní a trofejí. Je bohatě zdobená hlubokou i nízkou řezbou. Má dvě prosklená křídla, v horní části dominují výjevy z lesního interiéru se srnkami, bažanty a loveckými psy, dolní čtvrtinu skříně tvoří reliéf s postavou klečícího a modlícího se muže. Podle české legendistiky jde o ztvárnění sv. Huberta – náruživého lovce, kterému se při štvanici zjevil jelen se zářícím křížem mezi parohy a hlas ukřižovaného mu vytkl jeho vášeň. Po návratu domů se dal Hubert na pokání, stal se řeholníkem a biskupem. Jelen je umístěn v pravé dolní čtvrtině. Okraje reliéfů i prosklených částí jsou lemovány vegetabilními prvky se sukovitými kmeny a motivy dubového listí. Z horních rohů se dívají dvě sovy. Vnitřní prostor měl sloužit k prezentaci loveckých zbraní a trofejí. Skříň byla součástí mobiliáře zámku v Žamberku.

#### Čtyři reliéfní obrazy
Patří k pozoruhodným pracím – „Pohled na Senftenberg v roce 1712“, „Senftenberg 1796“, ztvárněný podle předlohy grafika a vedutisty Jana Venuta, „Lovecký zámeček v Liticích“ a „Sv. Jiří bojující s drakem“. Tyto reliéfní obrazy mají bohatě řezané rámy florentského typu. V roce 1940 byly zapůjčeny Charlesem Parishem na výstavu Ikonografie Žamberska a dnes jsou součástí stálé expozice žamberského muzea.

### Zástěny

#### Nejokázalejší zástěna přelomu století
Svůj um a invenci mohl Josef Rous postavit vedle takových umělců, k jakým patřil Alfons Mucha. Důkazem toho je paraván, kde se dokonale snoubí umění obou. Paraván vznikl asi kolem roku 1900, na základě objednávky žamberského obchodníka Františka Charfreitaga. Na jeho výzdobu byly podle přání zadavatele užity litografie Alfonse Muchy s náměty Čtyř denních dob. Čtyři témata, zachycující Ranní probuzení, Záři dne, Snění večera a Odpočinek noci, jsou zasazena do čtyřdílného bílého rámu. V pokračování Muchových litografií v horní části jsou pásy lotosových květů s vlčími máky. Zástěna spočívá na mírně rozšířených nohou. Muchovy litografie i Rousova řezba vytvářejí podivuhodný barevný i stylový harmonický soulad. Rousova řezba, provedená v bílozlaté barvě, podtrhuje jemnost Muchových litografií, v jemných pastelových barvách. V roce 1985 byl paraván zapůjčen na výstavu do National Gallery of Art ve Washingtonu, kde byly prezentovány nejkrásnější paravány z celého světa. Organizátoři výstavy M. Komanecky a V. Buter prohlédli více než 250 zástěn a z nich vybrali 40 nejskvostnějších. Zástěna A. Muchy a Josefa Rouse byla tehdy označena za „ nejokázalejší zástěnu z přelomu století“, paraván je součástí sbírek žamberského muzea.

## Práce Josefa Rouse ve sbírkových fondech žamberského muzea
Díky zástupcům rodiny Janderkových a Staňkových disponuje žamberské muzea řadou prací, které dokladují skvostné práce řezbáře Josefa Rouse. S pracemi Josefa Rouse se proto v žamberském muzeu setkáváme na každém kroku. Druhorokokový nábytek v bílozlatém provedení Nábytek byl zhotoven ve 20. letech 20. století z lipového dřeva Pozornost si zaslouží jistě také čalouněný, který Josef Rous vytvořil jako svatební dar pro starší dceru Boženu. Nábytek byl v posledních letech z prostředků Města Žamberka a za významné podpory MK ČR náročně zrestaurován. Kolekci vytváří čalouněná pohovka, tři taburety, čtyři křesla, stůl, servírovací stolek, knihovna a stříbrník, původně patřil do tohoto souboru ještě psací stůl. Josef Rous je autorem okázalého zlaceného rámu
Velmi podobný soubor druhorokokového nábytku byl zhotoven také pro žamberský zámek.

### Další prameny
- Dopisy Josefa Rouse manželce a matce (Garsten 1916–1917).
- Dopis Josefa Rouse Prokopu Tomanovi (1942).
- Gedenkbuch der Pfarre Senftenberg.
- J. Merganc, Vzpomínka na sochaře Františka Rouse. Rozhlasové pásmo vysílané 25. 11. 1962
- Východočeským rozhlasem k 90. výročí narození Františka Rouse.
- Úmrtní oznámení Josefa Rouse (Žamberk 2. 8. 1942).
- Výuční list Josefa Rouse (originál z roku 1894).